# Sexey-aux-Forges
Sexey-aux-Forges – miejscowość i gmina we Francji, w regionie Grand Est, w departamencie Meurthe i Mozela.
Według danych na rok 1990 gminę zamieszkiwały 584 osoby, a gęstość zaludnienia wynosiła 41 osób/km² (wśród 2335 gmin Lotaryngii Sexey-aux-Forges plasuje się na 543. miejscu pod względem liczby ludności, natomiast pod względem powierzchni na miejscu 370.).